# Armenia na Zimowych Igrzyskach Olimpijskich 2006
Armenię na Zimowych Igrzyskach Olimpijskich 2006 reprezentowało pięciu zawodników. Wystartowali oni w narciarstwie alepjskim, biegach narciarskich oraz w łyżwiarstwem figurowym
Był to czwarty start Armenii jako niepodległego państwa na zimowych igrzyskach olimpijskich (poprzednie to 1994, 1998, 2002).

## Wyniki reprezentantów Armenii

### Narciarstwo alpejskie
- Abraham Sarkachian

slalom – 45. miejsce

### Biegi narciarskie
- Edmond Chaczatrian

sprint drużynowy – DNF
15 km techniką klasyczną – 83. miejsce
sprint – 80. miejsce
- Owannes Sarkisjan

sprint drużynowy – DNF
15 km techniką klasyczną – 89. miejsce
sprint – 79. miejsce

### Łyżwiarstwo figurowe
- Anastasia Grebenkina i Wazgen Azrojan

tańce na lodzie – 20. miejsce